# Godefroid de Beaudenord
Godefroid de Beaudenord, né en 1796, est un personnage de La Comédie humaine d’Honoré de Balzac. Il apparaît pour la première fois dans La Maison Nucingen, en 1821. Orphelin de père et mère, il est pupille du marquis d'Aiglemont (père de Victor d'Aiglemont) qui lui rend compte de sa fortune à sa majorité. Beaudenord est alors très riche et il se lance dans des spéculations importantes à l'image de Frédéric de Nucingen, dès 1826, dans La Maison Nucingen. Auparavant, il a décroché une place importante au ministère des Affaires étrangères, ce qui l'amène à voyager en Italie (Gênes, Turin), puis à Londres. En 1822, c'est un dandy célèbre qui possède un « tigre » du nom de Paddy, mais bientôt, son train de vie épuise ses rentes qui étaient pourtant immenses. Son tuteur lui conseille de placer son capital chez Frédéric de Nucingen. Cette même année, il assiste au célèbre dîner de madame du Val-Noble dans Illusions perdues.
Il appartient aussi au cercle des « roués » qui se liguent contre Victurnien d'Esgrignon et le poussent à perdre des fortunes au jeu dans Le Cabinet des Antiques. En 1823, dans Illusions perdues, il cherche à séduire sa cousine Julie d'Aiglemont, puis Émilie de Fontaine, dans Le Bal de Sceaux, sans succès. Eugène de Rastignac lui conseille alors d'épouser Isaure d'Aldrigger, la fille du grand banquier, le baron d'Aldrigger.
En 1826, il se marie avec la jeune fille et s'installe dans un hôtel particulier rue de La Planche. Mais Nucingen disparaît en 1829, et Godefroid qui a tout placé chez lui et qui n'a pas suivi les conseils avisés de Rastignac, se retrouve ruiné par la troisième liquidation de Nucingen dans Splendeurs et misères des courtisanes. Entièrement ruiné, il loge dans un appartement minuscule rue du Mont-Thabor avec sa femme et ses quatre enfants. En 1833, il est devenu une référence pour le faubourg Saint-Germain où on parle de lui comme « feu » Beaudenord. En 1836, grâce à Nucingen, il trouve un emploi au ministère des Finances.